# Marc Wilmore
Marc Wilmore (San Bernardino, California, 4 de mayo de 1963 - 30 de enero de 2021) fue un escritor, productor y actor de televisión estadounidense. Su hermano Larry Wilmore es también escritor, productor y actor.

## Carrera
A principios de los noventa, escribió para In Living Color y fue un miembro principal del reparto en la última temporada (1993-1994). Desde 1999 hasta 2001, escribió para la serie Los PJ e hizo la voz del personaje Walter. También ha trabajó como guionista para Los Simpson y para The Tonight Show with Jay Leno.
Falleció a los 57 años a causa del COVID-19, en la noche del 30 de enero de 2021.

## Filmografía

### Actor
- Los PJ --- Walter Burkett (41 episodios, 1999-2008)
- Los Simpson (voz) (1 episodio, 2000)
- Manhattan, AZ --- Ron (1 episodio, 2000)
- In Living Color --- Varios (3 episodios, 1993-1994)

### Productor
- Los Simpson (coproductor ejecutivo) (11 episodios, 2006-2008) (productor) (2 episodios, 2003) (supervisor de producción) (1 episodio, 2005)[5]

### Escritor
- Los Simpson (5 episodios, 2002-2007)[6]
- In Living Color (1990) (episodios desconocidos, 1992-1994)

### Miscelánea
- Los PJ (editor ejecutivo de la historia) (1 episodio, 2000)